# إسماعيل بن إليشع
إسماعيل بن إليشع الكاهن (العبرية: רבי ישמעאל בן אלישע כהן גדול)، كان أحد القادة البارزين في الجيل الأول من التنائيم (معلمي اليهود).
يصف التقليد اليهودي والده بأنه رئيس الكهنة في الهيكل الثاني في القدس، على الرغم من عدم وجود رئيس كهنة باسم إليشع معروف تاريخيًا. في التلمود، يصف كيف دخل ذات مرة إلى قدس الأقداس، حيث دعا أن يعامل الله إسرائيل برحمة.

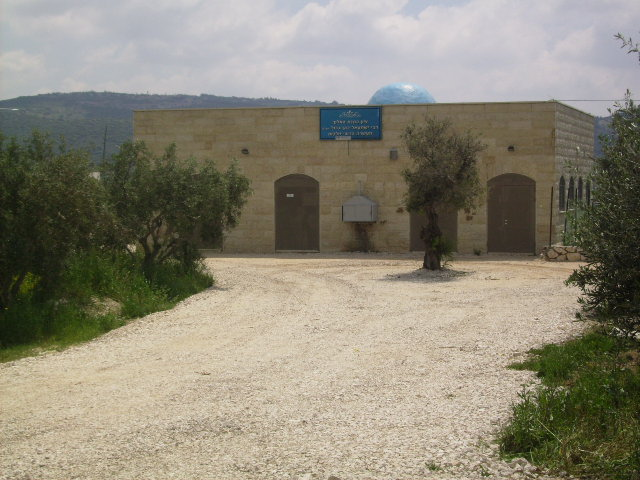
قبر إسماعيل بن إليشع الكاهن

وكان إسماعيل أيضًا أحد الشهداء العشرة، إلى جانب شمعون بن جمالائيل. وفقًا للتقاليد اليهودية، أُسر ابنه وابنته كعبيد أثناء الغزو الروماني. وبما أن العبدين كانا جميلين للغاية، قرر مالكيهما تزويجهما معًا وتقاسم النسل. فجمعوهما معًا في الليل، عندما لم يتمكنا من رؤية بعضهما البعض، لكنهم رفضا العيش معًا. عندما تعرفا على بعضهما البعض في الصباح، احتضنا بعضهما البعض وبكا حتى غادرت أرواحهما.
هناك روايات متضاربة حول مقتله. يذكر حاخام ناتان أنه وشمعون بن جمليل قُطع رأسيهما في تتابع سريع. ولكن مِدراش إيليه عِزْكَرَةَ يروي أن ابنة القيصر أعجبت بجمال إسماعيل فأمرت بسلخ رأسه وهو حي حتى تحشوه بالتبن وتحفظه، وهكذا مات إسماعيل. ومع ذلك، يُعرف كتاب إيليه عازرة باستخدامه للترخيص الشعري على حساب الدقة التاريخية، ومن المحتمل أن مؤلفه (مؤلفوه) غيّروا السرد من أجل إحداث تأثير أكبر على عقل القارئ.
يقع قبر إسماعيل التقليدي في قرية ساجور الدرزية في الجليل الأعلى.